# Grand Prix Formule 1 van Italië 1967
De Grand Prix Formule 1 van Italië 1967 werd gehouden op 10 september op het Autodromo Nazionale Monza in Monza. Het was de negende race van het seizoen.

## Uitslag
| Pos. | Nr. | Coureur             | Constructeur    | Rondes | Tijd / Oorzaak uitval | Grid | Punten |
| ---- | --- | ------------------- | --------------- | ------ | --------------------- | ---- | ------ |
| 1    | 14  | John Surtees        | Honda           | 68     | 1:43:45.0             | 9    | 9      |
| 2    | 16  | Jack Brabham        | Brabham-Repco   | 68     | + 0.2                 | 2    | 6      |
| 3    | 20  | Jim Clark           | Lotus-Ford      | 68     | + 23.1                | 1    | 4      |
| 4    | 30  | Jochen Rindt        | Cooper-Maserati | 68     | + 56.6                | 11   | 3      |
| 5    | 36  | Mike Spence         | BRM             | 67     | + 1 Ronde             | 12   | 2      |
| 6    | 32  | Jacky Ickx          | Cooper-Maserati | 66     | + 2 Rondes            | 15   | 1      |
| 7    | 2   | Chris Amon          | Ferrari         | 64     | + 4 Rondes            | 4    |        |
| DNF  | 22  | Graham Hill         | Lotus-Ford      | 58     | Motor                 | 8    |        |
| DNF  | 6   | Jo Siffert          | Cooper-Maserati | 50     | Ongeluk               | 13   |        |
| DNF  | 24  | Giancarlo Baghetti  | Lotus-Ford      | 50     | Motor                 | 17   |        |
| DNF  | 4   | Bruce McLaren       | McLaren-BRM     | 46     | Motor                 | 3    |        |
| DNF  | 26  | Jo Bonnier          | Cooper-Maserati | 46     | Oververhitting        | 14   |        |
| DNF  | 34  | Jackie Stewart      | BRM             | 45     | Motor                 | 7    |        |
| DNF  | 18  | Denny Hulme         | Brabham-Repco   | 30     | Oververhitting        | 6    |        |
| DNF  | 12  | Guy Ligier          | Brabham-Repco   | 26     | Motor                 | 18   |        |
| DNF  | 38  | Chris Irwin         | BRM             | 16     | Injectie              | 16   |        |
| DNF  | 10  | Ludovico Scarfiotti | Eagle-Weslake   | 5      | Motor                 | 10   |        |
| DNF  | 8   | Dan Gurney          | Eagle-Weslake   | 4      | Motor                 | 5    |        |

## Statistieken
| Pole-position | Jim Clark | Lotus-Ford | 1:28.50 |
| Snelste ronde | Jim Clark | Lotus-Ford | 1:28.30 |

1921 · 1922 · 1923 · 1924 · 1925 · 1926 · 1927 · 1928 · 1931 · 1932 · 1933 · 1934 · 1935 · 1936 · 1937 · 1938 · 1947 · 1948 · 1949 · 1950 · 1951 · 1952 · 1953 · 1954 · 1955 · 1956 · 1957 · 1958 · 1959 · 1960 · 1961 · 1962 · 1963 · 1964 · 1965 · 1966 · 1967 · 1968 · 1969 · 1970 · 1971 · 1972 · 1973 · 1974 · 1975 · 1976 · 1977 · 1978 · 1979 · 1980 · 1981 · 1982 · 1983 · 1984 · 1985 · 1986 · 1987 · 1988 · 1989 · 1990 · 1991 · 1992 · 1993 · 1994 · 1995 · 1996 · 1997 · 1998 · 1999 · 2000 · 2001 · 2002 · 2003 · 2004 · 2005 · 2006 · 2007 · 2008 · 2009 · 2010 · 2011 · 2012 · 2013 · 2014 · 2015 · 2016 · 2017 · 2018 · 2019 · 2020 · 2021 · 2022 · 2023 · 2024 · 2025
Als eretitel: 1923 (Italië) · 1924 (Frankrijk) · 1925 (België) · 1926 (San Sebastián) · 1927 (Italië) · 1928 (Italië) · 1930 (België) · 1947 (België) · 1948 (Zwitserland) · 1949 (Italië) · 1950 (Groot-Brittannië) · 1951 (Frankrijk) · 1952 (België) · 1954 (Duitsland) · 1955 (Monaco) · 1956 (Italië) · 1957 (Groot-Brittannië) · 1958 (België) · 1959 (Frankrijk) · 1960 (Italië) · 1961 (Duitsland) · 1962 (Nederland) · 1963 (Monaco) · 1964 (Groot-Brittannië) · 1965 (België) · 1966 (Frankrijk) · 1967 (Italië) · 1968 (Duitsland) · 1972 (Groot-Brittannië) · 1973 (België) · 1974 (Duitsland) · 1975 (Oostenrijk) · 1976 (Nederland) · 1977 (Groot-Brittannië)
Als alleenstaande race: 1983 · 1984 · 1985 · 1993 · 1994 · 1995 · 1996 · 1997 · 1999 · 2000 · 2001 · 2002 · 2003 · 2004 · 2005 · 2006 · 2007 · 2008 · 2009 · 2010 · 2011 · 2012 · 2016